# Spekulativna fikcija
Spekulativna fikcija je žanr koji obuhvaća znanstvenu fantastiku, fantastiku i nadnaravni horor.

## Vanjske poveznice
- Internet Speculative Fiction DataBase
- 'SF' na projektu Gutenberg u Australiji